# Kovrove, Nîjnohirskîi
Kovrove (în ucraineană Коврове) este un sat în comuna Cikalove din raionul Nîjnohirskîi, Republica Autonomă Crimeea, Ucraina.

## Demografie
Componența lingvistică a localității Kovrove
     Tătară crimeeană (40,43%)
     Rusă (30,85%)
     Ucraineană (28,72%)
Conform recensământului din 2001, nu exista o limbă vorbită de majoritatea populației, aceasta fiind compusă din vorbitori de tătară crimeeană (40,43%), rusă (30,85%) și ucraineană (28,72%).